# Sebastian Andersson
Martin Sebastian Andersson (Ängelholm, Suecia, 15 de julio de 1991) es un futbolista sueco. Juega de delantero y milita en el 1. F. C. Núremberg de la 2. Bundesliga.

## Clubes
| Club                    | País     | Año       |
| ----------------------- | -------- | --------- |
| Ängelholms FF           | Suecia   | 2010-2011 |
| Kalmar FF               | Suecia   | 2012-2014 |
| Djurgårdens IF          | Suecia   | 2014-2016 |
| IFK Norrköping          | Suecia   | 2016-2017 |
| 1. F. C. Kaiserslautern | Alemania | 2017-2018 |
| 1. F. C. Union Berlin   | Alemania | 2018-2020 |
| F. C. Colonia           | Alemania | 2020-2023 |
| 1. F. C. Núremberg      | Alemania | 2024-     |